# Championnat du Zimbabwe de football 2005
Navigation
Saison suivante Saison suivante
La saison 2005 du Championnat du Zimbabwe de football est la quarante-troisième édition de la première division professionnelle au Zimbabwe à poule unique, la National Premier Soccer League. Seize clubs prennent part au championnat qui prend la forme d'une poule unique où toutes les équipes se rencontrent deux fois au cours de la saison. En fin de saison, les trois derniers du classement sont directement relégués et remplacés par les trois meilleurs clubs de Division One.
C'est le club de CAPS United, tenant du titre, qui termine à nouveau en tête du classement final, avec deux points d'avance sur Masvingo United et sept sur Highlanders FC. C'est le 4e titre de champion du Zimbabwe de l'histoire du club.

## Les clubs participants
| - Motor Action FC - CAPS United - Black Rhinos - Chapungu United - Promu de Division One - Njube Sundowns - Lancashire Steel FC - Hwange FC - Railstars Gwanda United | - Highlanders FC - Dynamos FC Harare - AmaZulu FC - Masvingo United - Shabanie Mine - Eiffel Wildcats FC - Monomotapa United - Promu de Division One - Buymore FC - Promu de Division One |

## Compétition
Le barème de points servant à établir le classement se décompose ainsi :
- Victoire : 3 points
- Match nul : 1 point
- Défaite : 0 point

### Classement
| Rang | Équipe                  | Pts | J  | G  | N  | P  | Bp | Bc | Diff |
| ---- | ----------------------- | --- | -- | -- | -- | -- | -- | -- | ---- |
| 1    | CAPS United T           | 58  | 30 | 17 | 7  | 6  | 37 | 21 | +16  |
| 2    | Masvingo United C       | 56  | 30 | 17 | 5  | 8  | 44 | 30 | +14  |
| 3    | Highlanders FC          | 51  | 30 | 13 | 12 | 5  | 30 | 20 | +10  |
| 4    | Motor Action FC         | 46  | 30 | 13 | 7  | 10 | 46 | 31 | +15  |
| 5    | Buymore FC P            | 44  | 30 | 13 | 5  | 12 | 40 | 31 | +9   |
| 6    | Lancashire Steel FC     | 44  | 30 | 13 | 5  | 12 | 39 | 35 | +4   |
| 7    | United Railstars Gwanda | 41  | 30 | 13 | 2  | 15 | 39 | 43 | -4   |
| 8    | Shabanie Mine FC        | 41  | 30 | 12 | 5  | 13 | 37 | 41 | -4   |
| 9    | Dynamos FC Harare       | 40  | 30 | 11 | 7  | 12 | 38 | 38 | 0    |
| 10   | Hwange FC               | 40  | 30 | 10 | 10 | 10 | 29 | 30 | -1   |
| 11   | Monomotapa United P     | 40  | 30 | 11 | 7  | 12 | 27 | 29 | -2   |
| 12   | Black Rhinos            | 39  | 30 | 11 | 6  | 13 | 43 | 43 | 0    |
| 13   | Chapungu United FC P    | 39  | 30 | 12 | 3  | 15 | 35 | 43 | -8   |
| 14   | Njube Sundowns          | 36  | 30 | 10 | 6  | 14 | 29 | 40 | -11  |
| 15   | AmaZulu FC              | 34  | 30 | 11 | 1  | 18 | 41 | 54 | -13  |
| 16   | Eiffel Wildcats FC      | 23  | 30 | 5  | 8  | 17 | 16 | 41 | -25  |

|  | Qualification pour la Ligue des champions 2006                                      |
|  | Qualification pour la Coupe de la confédération 2006                                |
|  | Relégation en deuxième division                                                     |
|  | T : Tenant du titre C : Vainqueur de la Coupe du Zimbabwe P : Promu de Division One |

## Bilan de la saison
| Championnat du Zimbabwe de football 2005 |                                                   |
| Champion                                 | CAPS United (4e titre)                            |
| Coupes et trophées                       |                                                   |
| Vainqueur de la Coupe du Zimbabwe 2005   | Masvingo United                                   |
| Qualifications continentales             |                                                   |
| Ligue des champions 2006                 | CAPS United                                       |
| Coupe de la confédération 2006           | Aucun                                             |
| Promotions et relégations                |                                                   |
| Promus en National Premier Soccer League | Mwana Africa FC Davison Chemicals Zimbabwe Saints |
| Relégués en Division One                 | Njube Sundowns AmaZulu FC Eiffel Wildcats FC      |